# Síntesi de modelatge físic
La síntesi de modelatge físic fa referència a mètodes de síntesi de so en què la forma d'ona del so que s'ha de generar es calcula mitjançant un model matemàtic, un conjunt d'equacions i algorismes per simular una font física de so, normalment un instrument musical.

Exemple de Síntesi de modelatge físic: cordes Karplus-strong

## Metodologia general
El modelatge intenta replicar les lleis de la física que regeixen la producció de so, i normalment tindrà diversos paràmetres, alguns dels quals són constants que descriuen els materials físics i les dimensions de l'instrument, mentre que altres són funcions que depenen del temps que descriuen la interacció del jugador amb l'instrument. com picar una corda o tapar forats.
Per exemple, per modelar el so d'un tambor, hi hauria un model matemàtic de com colpejar el pal del tambor injecta energia a una membrana bidimensional. Incorporant això, un model més gran simularia les propietats de la membrana (densitat de massa, rigidesa, etc.), el seu acoblament amb la ressonància del cos cilíndric del tambor i les condicions als seus límits (una terminació rígida al cos del tambor). ), descrivint el seu moviment al llarg del temps i, per tant, la seva generació de so.
Es poden trobar etapes similars a modelar en instruments com un violí, encara que l'excitació energètica en aquest cas ve proporcionada pel comportament de l'arc contra la corda, l'amplada de l'arc, la ressonància i el comportament amortidor de l'arc. cordes, la transferència de vibracions de corda a través del pont i, finalment, la ressonància de la caixa de ressonància en resposta a aquestes vibracions.
A més, s'ha aplicat el mateix concepte per simular la veu i els sons de la parla. En aquest cas, el sintetitzador inclou models matemàtics de l'oscil·lació de les cordes vocals i el flux d'aire laringi associat, i la consegüent propagació de les ones acústiques al llarg del tracte vocal. A més, també pot contenir un model articulatori per controlar la forma del tracte vocal pel que fa a la posició dels llavis, la llengua i altres òrgans.
Tot i que el modelatge físic no era un concepte nou en acústica i síntesi, després d'haver estat implementat mitjançant aproximacions de diferències finites de l'equació d'ona per Hiller i Ruiz el 1971, no va ser fins al desenvolupament de l'algoritme Karplus-Strong, el perfeccionament posterior i la generalització de l'algoritme en la síntesi de guia d'ona digital extremadament eficient per Julius O. Smith III i altres, i l'augment de la potència DSP a finals dels anys 80 que les implementacions comercials es van fer factibles.
Yamaha va contractar amb la Universitat Stanford el 1989 per desenvolupar conjuntament la síntesi de guies d'ones digitals; posteriorment, la majoria de patents relacionades amb la tecnologia són propietat Stanford o Yamaha.
El primer sintetitzador de modelatge físic disponible comercialment fet amb síntesi de guia d'ona va ser el Yamaha VL1 el 1994.
Tot i que l'eficiència de la síntesi de guies d'ones digitals va fer possible el modelatge físic en maquinari DSP i processadors natius comuns, l'emulació convincent d'instruments físics sovint requereix la introducció d'elements no lineals, unions de dispersió, etc. En aquests casos, les guies d'ones digitals sovint es combinen amb FDTD, mètodes de filtre digital d'ones o elements finits, augmentant les demandes computacionals del model.

## Tecnologies associades al modelatge físic
Tecnologies associades al modelatge físic
- Síntesi de cordes Karplus-Strong
- Síntesi de guia d'ona digital
- Xarxes d'interacció massiva
- Síntesi de formants
- Síntesi articulatòria